# 斗六棒球場
斗六棒球場是台灣一座棒球場，位於雲林縣斗六市朱丹灣地區，原本以坐落地區命名為「朱丹灣棒球場」，但因地方居民對此命名有疑義，考量到整體地理名稱和知名度，經過重新票選命名為「斗六棒球場」。現為味全龍隊二軍基地。

## 球場規劃
- 球場面積7.47公頃，總腹地面積近59公頃。
- 球場內，中外野距離400英尺（121.9），左右兩側各330英尺（100.6）。
- 可以容納15,000人，有兩層看台，共四層樓高。
- 停車場規劃700部小型車、500部機車與30多輛巴士停放。
- 未來加裝環狀型LED、LED計分板

## 圖片集

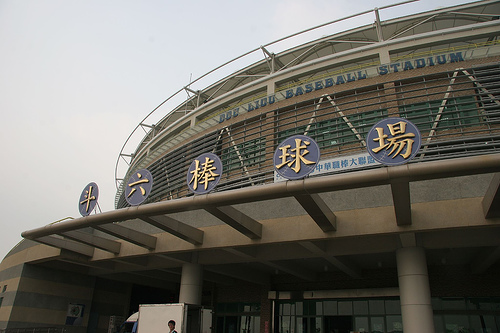
斗六棒球場大門
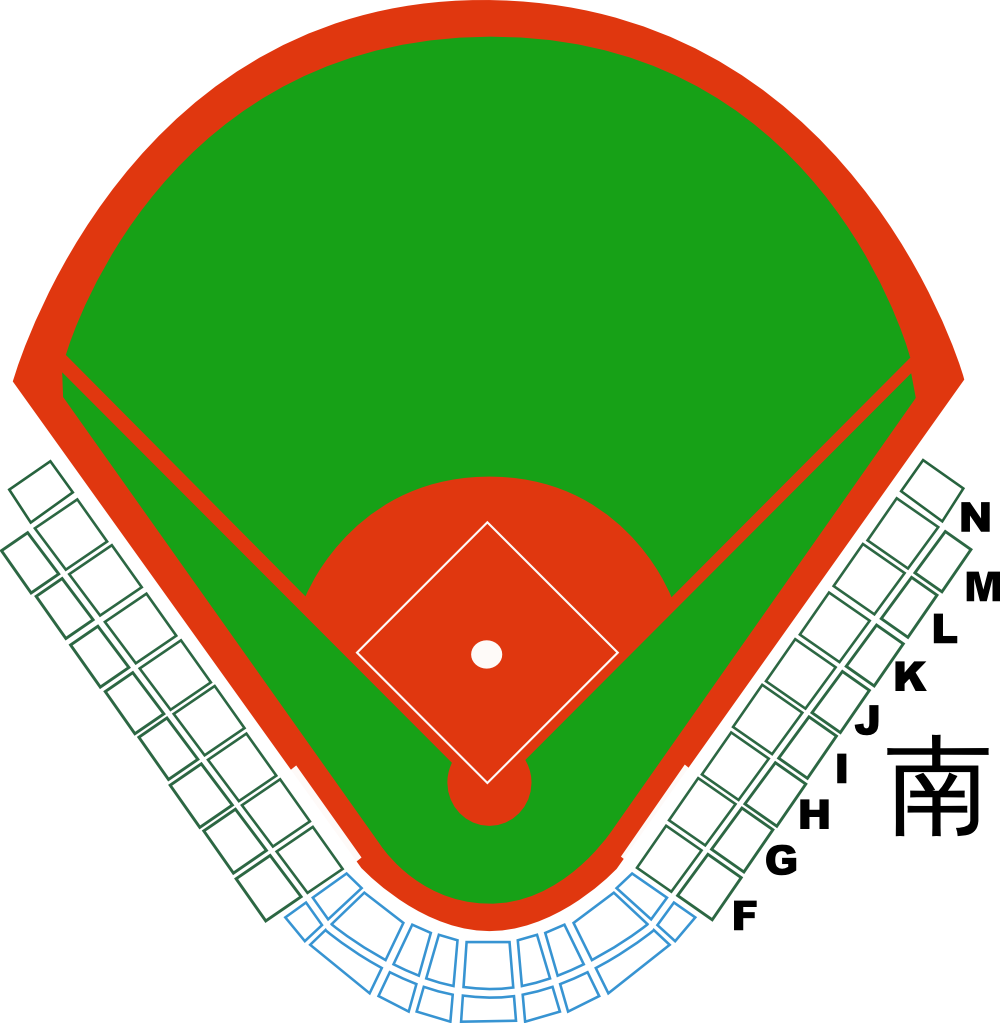
視野圖
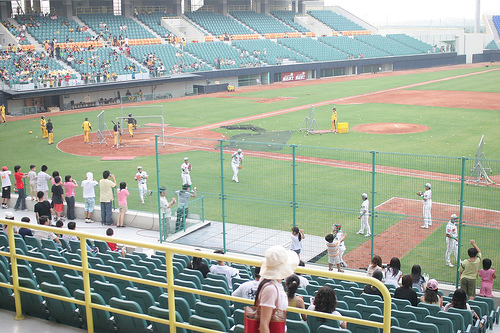
場內球員
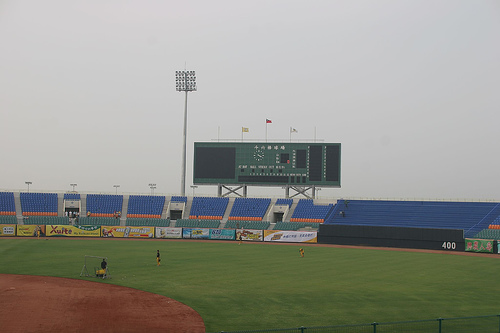
外野
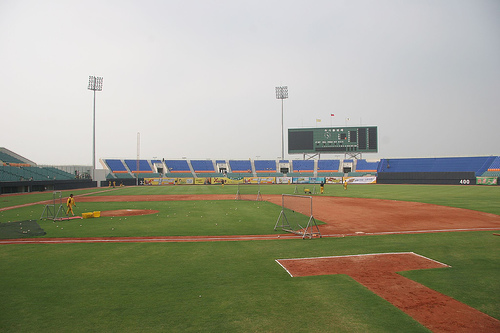
從一壘休息區角度看場內
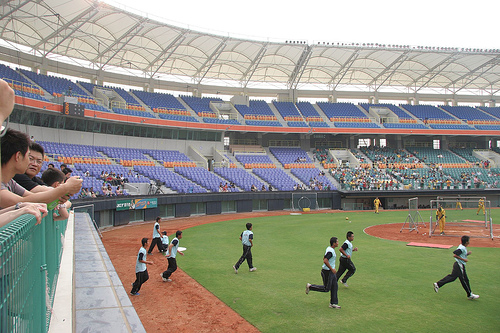
球場工作人員
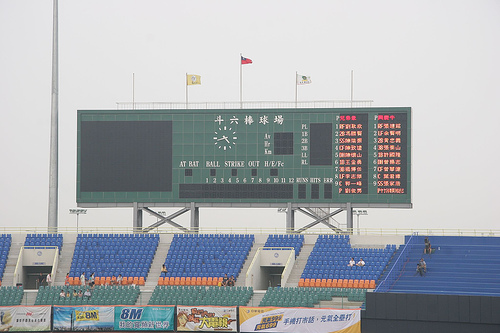
計分版與先發名單
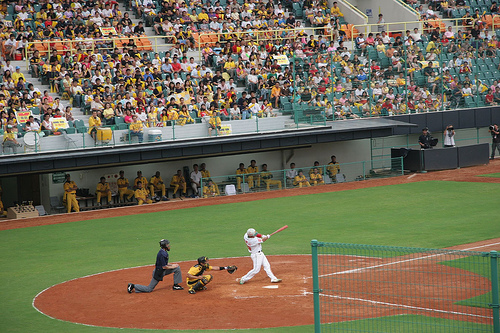
從一壘看台角度看見三壘休息區
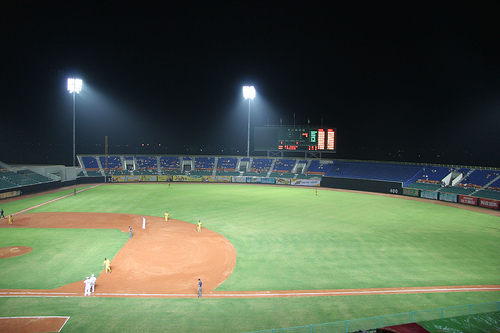
場內一景（夜間）
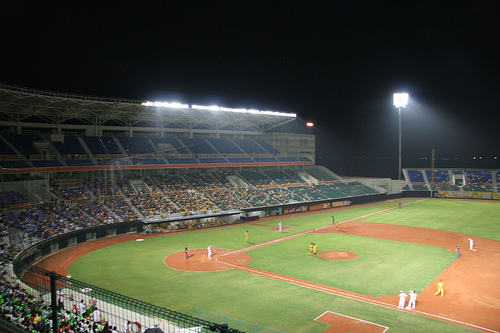
場內一景（夜間）
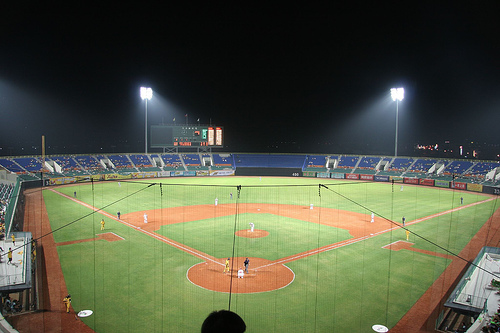
場內一景（夜間）
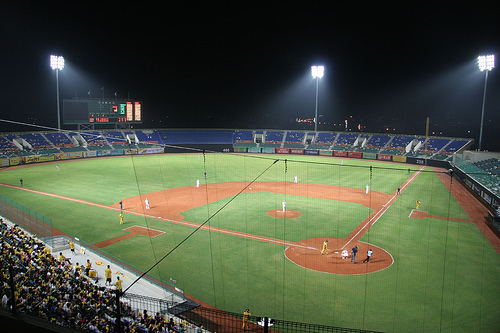
場內一景（夜間）
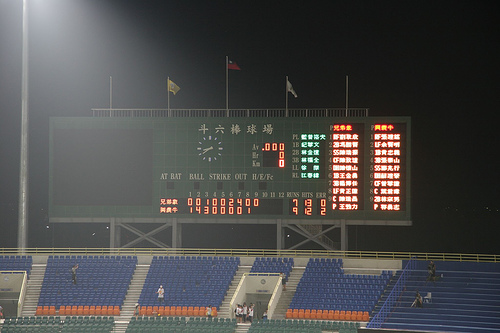
計分版與先發名單（夜間）
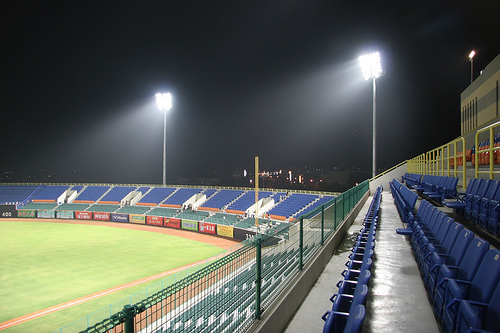
看台上的座椅
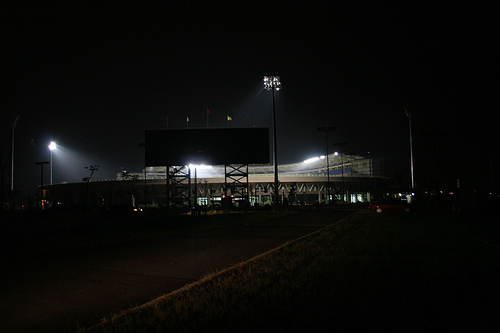
從外圍看斗六棒球場（夜間）
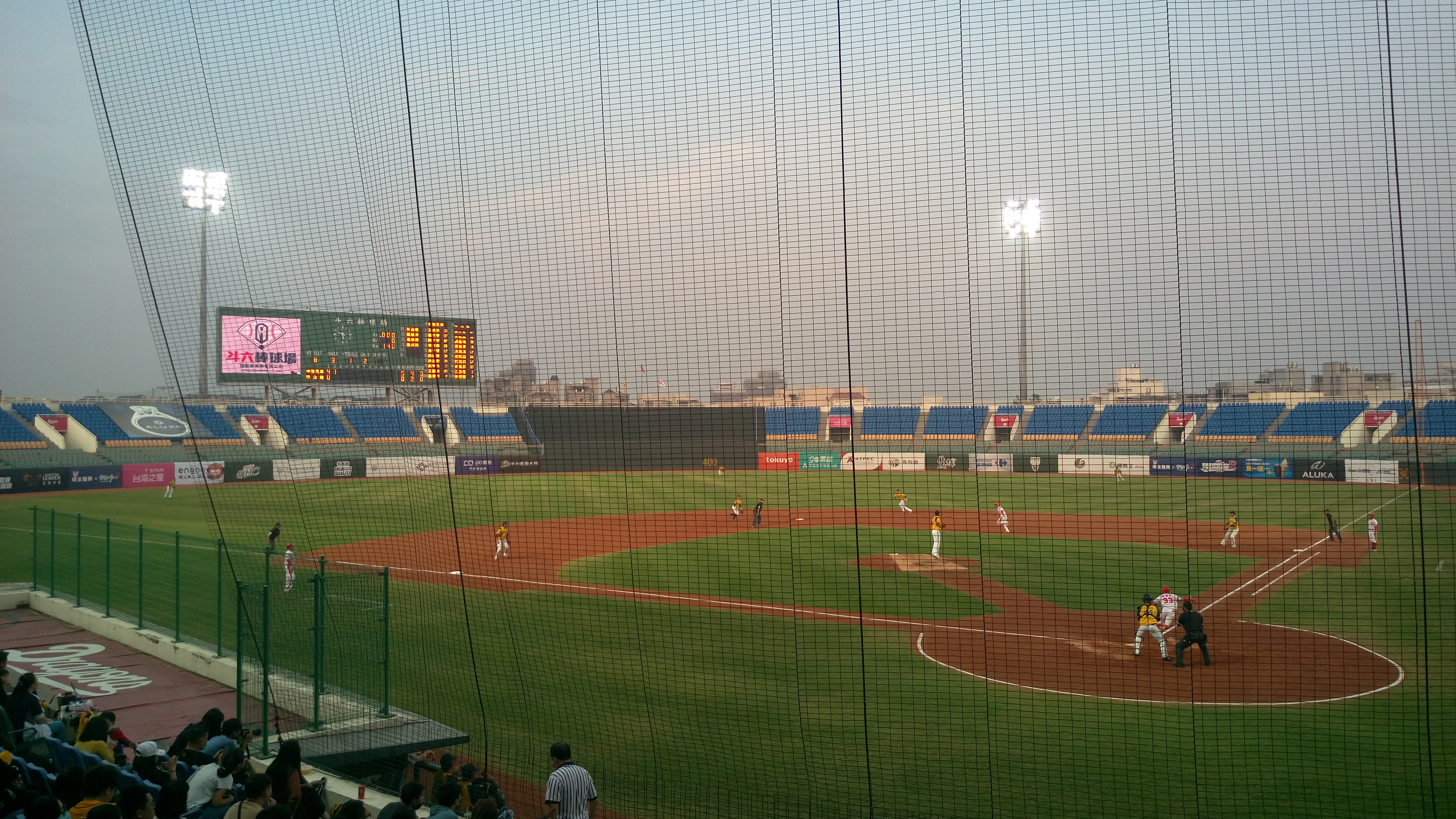
本壘後方視角

## 外部連結
- 斗六棒球場在台灣棒球維基館上的頁面（繁體中文）
- 雲林縣立斗六棒球場 （页面存档备份，存于）
- 中華職棒大聯盟全球資訊網-雲林縣斗六棒球場 （页面存档备份，存于）

1. ↑  .   [2022-04-08]. （原始内容存档于2022-07-05）.